# Meister der Lindauer Beweinung

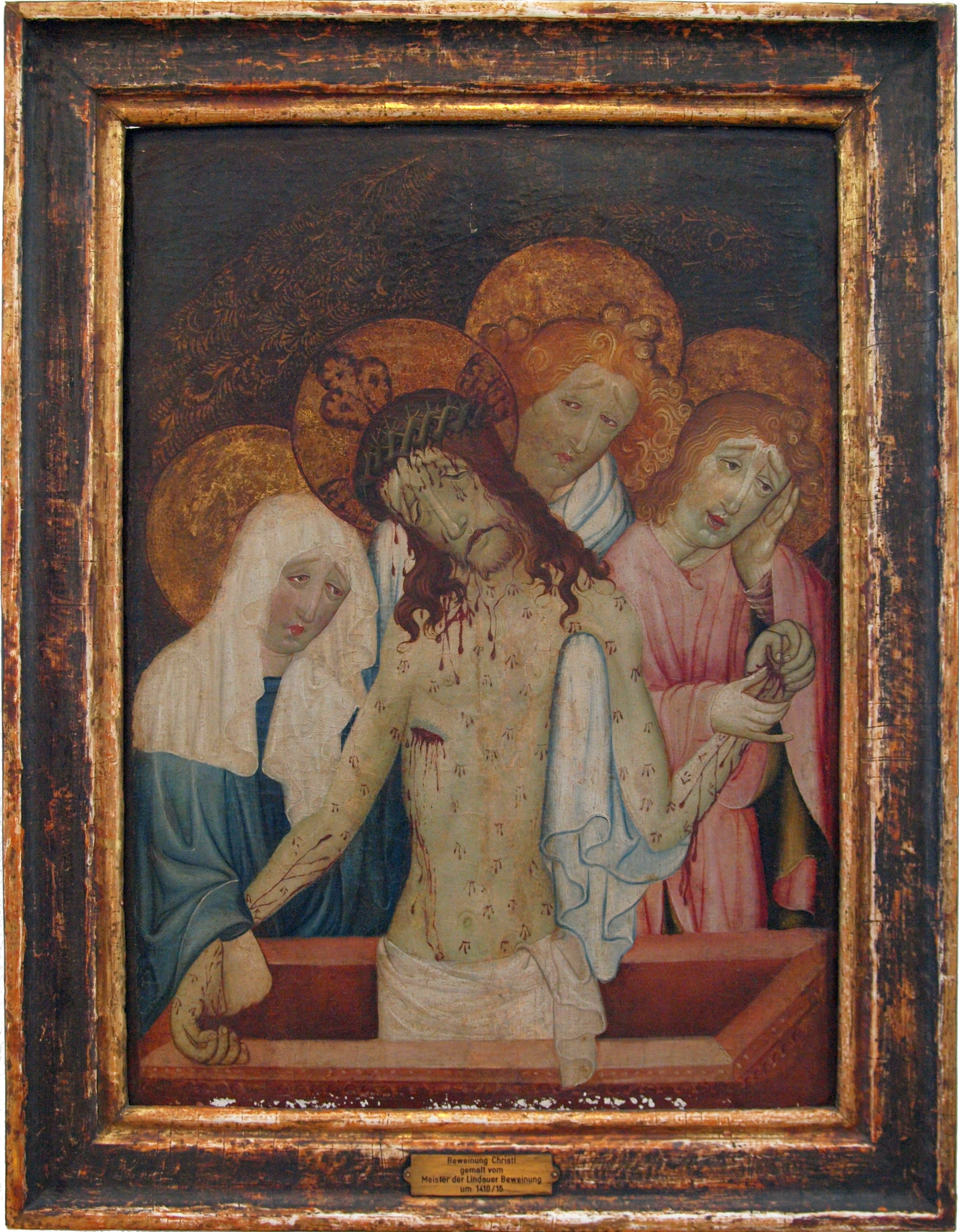
Die Lindauer Beweinung, um 1410–1415

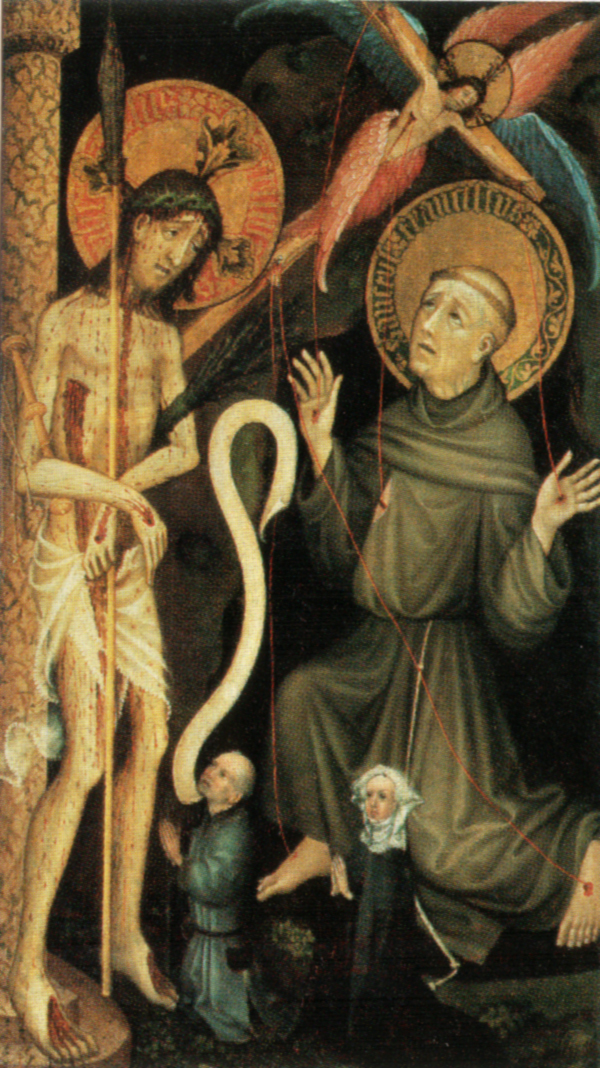
Die Stigmata des Franziskus, Bodenseeraum, um 1415

Als Meister der Lindauer Beweinung wird ein namentlich nicht bekannter gotischer Maler bezeichnet, dessen Wirkungsstätte höchstwahrscheinlich im Seeschwäbischen Raum des Bodensees anzusiedeln ist. Der Meister erhielt seinen Notnamen von einem um 1410/1420 entstandenen Tafelbild der Beweinung Christi, das sich zeitweise im Besitz des Kanonissenstifts in Lindau (Bodensee) befunden haben soll und jetzt im Besitz der Städtischen Kunstsammlungen Lindau (Bodensee) ist.
Außerdem wird dem Meister auch eine Franziskus-Stigmatisation in Köln zugeschrieben, zu der möglicherweise Stefan Lochner kniende Stifterfiguren hinzufügte. Aus diesem Grunde wird vermutet, dass Stefan Lochner in persönlichem Kontakt zu dem Meister der Lindauer Beweinung stand oder sogar aus seinem Werkstattumkreis stammte.
Die Werke, die allgemein dem Meister der Lindauer Beweinung zugeordnet werden, lassen eine ungewöhnlich deutliche Mystik in ihrer Darstellung erkennen. So ist beispielsweise der Beweinung Christi ein Engel hinzugestellt, weshalb diese Beweinung Christi durch Maria, diese Pietà, auch manchmal als „Engelpietà“ bekannt ist. Auch die Zusammenführung des Schmerzensmannes mit der Franziskus-Stigmatisation erscheint als ein ungewöhnlich intensiver Ausdruck der Glaubensmystik einer mittelalterlichen Gedankenwelt.

## Werke
Dem Meister der Lindauer Beweinung werden, nach kunsthistorischen, stilistischen und maltechnischen Vergleichen, die Tafelbilder Lindauer Beweinung der Städtischen Kunstsammlungen in Lindau und Christus als Schmerzensmann und die Stigmatisation des Hl. Franziskus im Wallraf-Richartz-Museum in Köln zugeschrieben. 
Die Dreifigurige Kreuzigung im Museum Catharijneconventin in Utrecht, sowie der Engelschor, der sich jetzt in Privatbesitz befindet und bis 1988 im Besitz von Irene und Peter Ludwig, bzw. Franz Monheim aus Aachen war, stammen möglicherweise von dem Meister selbst, oder aber aus seinem Werkstattumkreis.
Des Weiteren soll der Meister der Lindauer Beweinung die Wandmalereien im Heilig-Kreuz-Münster in Schwäbisch Gmünd geschaffen haben.

## Rezeption
Das unter Einfluss des Bildes Lindauer Beweinung entstandene musikalische Werk „structures of echo - lindauer beweinung“ für 32 Stimmen und Orchester von Nikolaus Brass wurde 2003 in Stuttgart unter Rupert Huber vom Radio-Sinfonieorchester Stuttgart und dem SWR Vokalensemble Stuttgart uraufgeführt.